# Кшиштоф Сененський
Кшиштоф Сененський (пом. після 1627) — польський шляхтич, учасник рокошу Миколая Зебжидовського.

## Життєпис
Батько — Ян Сененський — подільський воєвода, староста чорштинський, городельський. Мати — перша дружина батька Ядвіга Гноїнська.
Брат Якуб — протектор аріян. Разом з ним навчався в університетах Лейпцига, Гайдельберга, Базеля, ймовірно, Страсбурга. 
1593 року разом з іншими родичами боронив Поморяни від нападу татар. Тоді спільно з братом Якубом мали уступлені сестрою Ядвігою маєтки Боратин, Буковсько. Після смерті батька став дідичем Поморян. 
1605 року господарював в них спільно зі зведеним братом Адамом.
Кшиштоф — кальвініст, утримував в Поморянах «міністра». Співопікун дітей Станіслава Стадницького за його заповітом 1608 року.
З його фундушу було збудовано приміщення кальвінського збору в Поморянах.
1618 року Міхал Пекарський оскаржив його через порушення меж між його селами Ремезівці, Сновичі, Чижів та селами К. Сененського: Риків, Богутин, Красносільці, Угерці. 
1620 року продав частину маєтків (у тому числі підупалі Поморяни) Мареку Собеському. 
1627 року допомагав у збройному нападі своїй кровній Анні Лагодовській — вдові Миколи Малинського — на маєтки Ольбрахта Клюдзіцького.

## Сім'я
Дружина — Зофія Бучацька-Творовська, ймовірно, донька Миколая Бучацького-Творовського (†1595). 
Діти:
- Анна — дружина Яна Баля
- Александер — військовик
- Анджей — був відомим як «ґвалтівник» у Львівській землі; 12 квітня 1627, 24 квітня 1628 року разом з почтом збирались зі шляхтою коло Львова.[3]